# Transnistria
Cuvântul „Transnistria” (cu echivalentele semantice în rusă: Приднестровье și în ucraineană: Придністров'я) se referă la regiunea de peste râul Nistru (dinspre Moldova sau România) și, din punct de vedere istorico-geografic, desemnează trei teritorii:
- Unitățile administrativ-teritoriale din stânga Nistrului: De jure regiunea autonomă din componența Republicii Moldova, aflată la răsărit de Nistru (exclusiv localitățile raionului Dubăsari subordonate autorităților oficiale ale Republicii Moldova).[1]
- Republica Moldovenească Nistreană (RMN): De facto, autoritățile separatiste autoproclamate, care controlează acea parte din teritoriul Republicii Moldova, aflată la est de Nistru (malul stâng), cu excepția celor câteva comune din raionul Dubăsari care au ales obediența guvernului Moldovei, dar cu alte șase comune și municipiul Tighina de la vest de Nistru (malul drept): prin urmare, teritoriile UATSN-ului și RMN-ului nu corespund în întregime; RMN-ul este recunoscută de trei alte state-paiațe ale Rusiei (dar, nu și de aceasta însăși) care nu sunt membre ONU: Abhazia, Nagorno-Karabah și Osetia de Sud. Teritoriul ei corespunde în mare parte fostei RASS Moldovenești, din perioada interbelică.
- Guvernământul Transnistriei: Istoric, regiunea sovietică ocupată de România în decursul celui de-al Doilea Război Mondial, între 1941 și 1944, situată între fluviile Bug și Nistru, care cuprindea părți din regiunile istorice Podolia și Edisan.[necesită citare].

Denumirea regiunii provine de la numele râului Nistru și înseamnă „țara de dincolo de Nistru”. În limbile rusă și ucraineană, denumirea teritoriului este „Пpиднecтpoвьe” (Pridniestrovie), ceea ce înseamnă „țara/ținutul de dinaintea Nistrului”. Echivalentele cuvântului „Transnistria” în limbile rusă și ucraineană sunt Заднестровие, și, respectiv, Задністро́в'я.

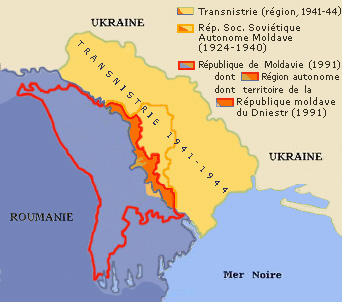
Hartă cu Transnistria de-a lungul istoriei

## Istorie

### Istoria antică
Pe vremea sciților, în jurul anilor 600 î.H., coloniștii greci din Milet au întemeiat aici orașul-port Tyras, situat la gura Nistrului (al cărui nume grec - antic este și Tyras). Trei secole mai târziu, Tyras face parte din regatul Bosforului ( stat scit elenizat ) ai cărui regi apar pe moneda sa, apoi, pe la 80 î.e.n., trece sub dominația dacilor care îl numesc Turidava. În 56 î.H., a fost cucerită de romani care l-au mărit, iar apoi a devenit parte a provinciei Moesia Inferioară., care include și Scythia Minor (actuala Dobrogea) și nord-estul Bulgariei de astăzi. Romanizarea dacilor produce vlahi, strămoși ai populațiilor de limbă română de astăzi, pe care rușii îi numesc „moldaveni”. Toate informațiile despre ceea ce va deveni Transnistria vin de la Tyras, al cărui nume îl perpetuează actualul oraș Tiraspol.

### Perioada medievală
În secolul al VII-lea, actuala regiune Transnistria a fost populată, printre altele în nord de triburile slave ale Oulitches și Tivertzes, iar în sud de populații nomade precum avarii, maghiarii, pecenegii, cumanii pe care rușii îi numesc Polovtsy.
La începutul Evului Mediu, slavii de răsărit îi numeau pe români (inclusiv moldoveni) „volohi”. Istoricul rus Nikolai Karamzin scria în 1892 în volumul al IV-lea al Istoriei Imperiului Rus, că orașul „Bolohov”, menționat în cronica lui Nestor Cronicarul (v. Cronica vremurilor trecute), se afla în guvernământul Podoliei, pe drumul de la Kiev la Halici. Din secolele al IX-lea până în secolele al XIII-lea, teritoriul a servit drept deschidere către Bizanț pentru varegi (care au navigat pe Vistula, Bugul de Vest, Nistru și apoi Marea Baltică), Rusia Kieveană, Polonia și Marele Ducat din Lituania. După 1224, aici au năvălit tătarii. În secolul al XV-lea, Podolia (nordul Transnistriei) devine posesiune poloneză, iar din 1504 Edisanul - posesiune turcă.
În 1587, domnitorul Petru Șchiopul a trimis în pașalâcul otoman Edisan (în care se includea și partea central-sudică a Transnistriei), peste 15.000 de salahori și 3.000 de care pentru ridicarea cetății Oceacului, situată la extremitatea nordică a estuarului Niprului (în a cărui bifurcație se varsă Bugul). Mulți dintre acești lucrători au rămas în Edisan. Mihai Viteazul cerea, în tratativele purtate cu regele Sigismund al III-lea al Poloniei, în martie 1600 la Brașov, să i se recunoască stăpânirea asupra „Oceacului de peste Nistru”. În a doua jumătate a secolului al XVII-lea Podolia ajunge sub stăpânire turcească.
În secolul al XVII-lea, la 1681, o parte din Transnistria a intrat în stăpânirea domnului Moldovei, Gheorghe Duca. Târgurile de aici au fost atunci organizate ca și orașele moldovenești, fiind conduse de șoltuzi și pârgari. Stăpânirea domnilor Moldovei, dovedită de condicile de socoteli și biruri ale acestora, a durat până în 1713. Centrele mai importante erau Movilăul – ridicat de voievodul Ieremia Movilă pe moșia Cantacuzineștilor –, Luntrași (azi, Dubăsari) – ridicat în apropierea podului de luntre mari (dubase) și construit de moldoveni –, Silimbria, Iampol, Jaruga, Rașcău, Vasilcău.
În 1792, otomanii cedează regiunea Imperiului Rus. La sfârșitul secolului al XVIII-lea, populația sedentară era formată din moldoveni și ruteni (atât românofoni, cât și ucrainofoni), în timp ce nomazii de limbă turcă, tătarii Nogai pleacă în Dobrogea și sunt înlocuiți de coloniști bulgari, ucraineni, ruși și nemți.
În urma revoluției ruse din 1917, s-a întemeiat Republica populară ucraineană în 1918, care este incorporată în URSS în 1922.

### Perioada sovietică

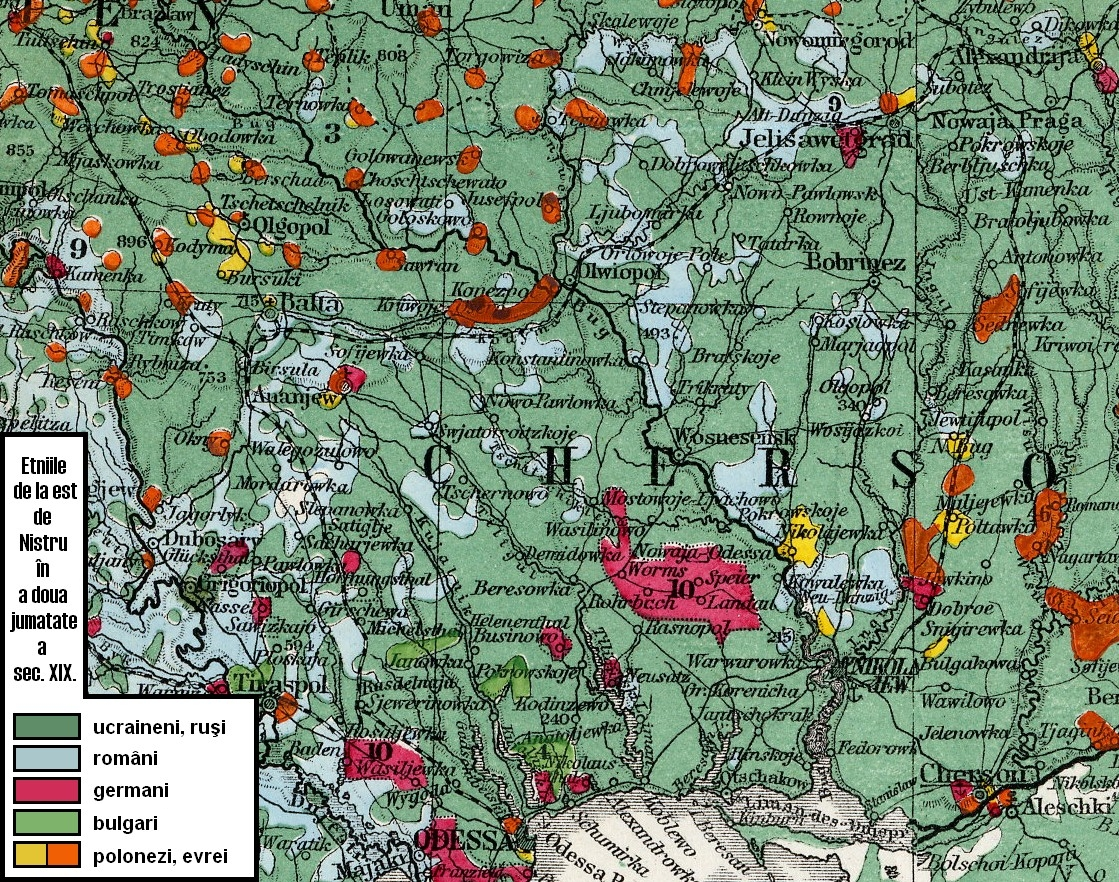
Harta etnică a teritoriilor de la est de Nistru în a doua jumătate a secolului al XIX-lea

După crearea Uniunii Sovietice (30 decembrie 1922), la 12 octombrie 1924 guvernul sovietic a creat, pe teritoriile situate la est de râul Nistru, Republica Autonomă Sovietică Socialistă Moldovenească (RASSM), în cadrul Republicii Sovietice Socialiste Ucrainene (RSS Ucraineană). Capitala se afla la Balta, un oraș în Ucraina de astăzi. Granițele RSSA Moldovenească au fost trasate astfel ca doar 30% din populație să fie moldoveni. În 1929, capitala a fost mutată la Tiraspol.
Parte a României, Basarabia a fost ocupată de Uniunea Sovietică (cu consimțământul Germaniei naziste) în 1940, conform unui protocol expansionist secret atașat pactului de neagresiune germano-sovietic din 1939, pactul Hitler-Stalin. Acest protocol a fost o premisă a așa-zisei „cortine de fier”. La 2 august 1940, guvernul sovietic a proclamat Republica Sovietică Socialistă Moldovenească, având capitala la Chișinău (Kișiniov, în limba rusă), prin contopirea unei mari părți din Basarabia cu 6 din cele 14 raioane ale RSSA Moldovenească, iar restul a revenit RSS Ucrainene. Conform lucrărilor istoricului rus Nikolai Feodorovici Bugai, peste 35.000 de moldoveni basarabeni sau transnistreni au fost în anul ce a urmat deportați spre Gulag, în timp ce o parte din populația ne-moldoveană, cea de convingeri comuniste (care se manifestase și mai înainte, prin răscoala de la Tatarbunar) s-a dedat la jafuri și măceluri în dauna moldovenilor.
În iunie 1941, trupele germane și române au atacat Uniunea Sovietică. În înțelegere cu Germania nazistă (v. Convenția de la Tighina), România a preluat administrarea teritoriului dintre Nistru și Bug („Pivdennîi Buh” în ucraineană), de la Bar (Ucraina), în nord, până la Marea Neagră, în sud, pe care l-a administrat sub numele de „Transnistria” cu intenția să adune aici pe toți evreii din Bucovina și din Basarabia și de a îi „împuțina” (vezi operațiunea „Curățirea terenului” și Transnistria sub administrația românească (1941-1944)). Această situație a rămas în vigoare până în august 1944, când trupele sovietice au revenit în Transnistria și în Basarabia (Moldova de Est). Tratatul de pace de la Paris din 1947 a dat Basarabia, nordul Bucovinei și Transnistria Uniunii Republicilor Sovietice Socialiste (URSS), iar diviziunile administrative sovietice și denumirile rusești ale teritoriilor au fost din nou oficializate.
Majoritatea teritoriului dintre Nistru și Bug care fusese numit „Transnistria” de autoritățile române în al Doilea Război Mondial aparține Ucrainei. Doar o mică fâșie de-a lungul Nistrului a fost inclusă de autoritățile sovietice în RSS Moldovenească, iar în perioada destrămării URSS-ului (august-decembrie 1991) a revenit Republicii Moldova, provenită din RSSM, rămânând însă o parte a Uniunii Sovietice, iar după desființarea acesteia, revenind Ucrainei.

### Republica separatistă
Cauzele principalele, care au determinat liderii mișcării separatiste din regiunea de est a Republicii Moldova să opună rezistență, inclusiv militară, autorităților legale ale Republicii Moldova sunt următoarele:

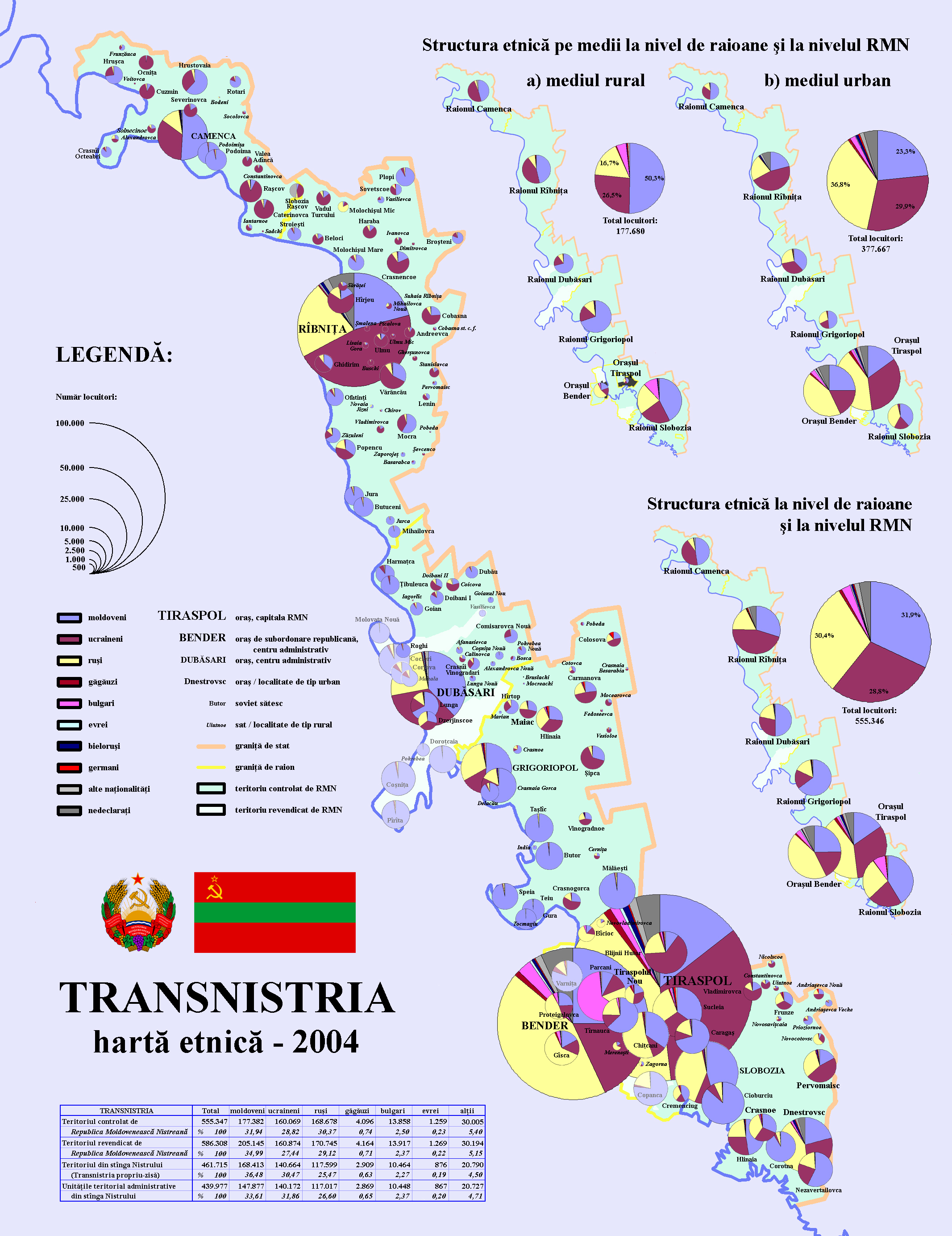
Harta etnică a zonei denumită „Republica Moldovenească Nistreană”, conform recensământului organizat de autoritățile separatiste în anul 2004

1. Teritorial-statutare: declanșarea conflictului cu autoritățile constituționale ale țării a avut ca obiectiv principal acapararea unei părți a teritoriului Republicii Moldova, în scopul creării condițiilor prealabile de desemnare a statutului formațiunii separatiste ca stat cvasi-independent;
2. Geopolitice: crearea platformei de presiune politică în scopul menținerii Moldovei în sfera de influență a Rusiei, pentru a preveni presupusa unire cu România, crearea în acest scop a enclavei ruse la frontiera moldo-ucraineană;
3. Cultural-lingvistice: nemulțumirea minorității - vorbitorilor de limbă rusă de introducerea limbii române în calitate de limbă de stat și necesitatea de a se adapta situației noi, percepută subiectiv ca o pierdere a statutului social cu care au fost obișnuiți;
4. Socio-economice: amenințarea pierderii resurselor și capitalului industrial alocat regiunii din stânga Nistrului, ca urmare a părăsirii spațiului economic sovietic;
5. Socio-ideologice: mobilizarea de către nomenclatura a maselor muncitorești multietnice, cu precădere cele din stânga Nistrului, caracterizate de sentimente socialiste și pro-sovietice răspândite, ce beneficiaseră în mod însemnat atât de investițiile de capital, mașinării și materii prime ale Moscovei cât și de sistemul social generos al Uniunii, tratament de care mulțimea muncitorilor și țăranilor din zonele cu majorități vorbitoare de română nu au avut parte.
6. Etno-demografice: reapariția tensiunilor interetnice, stăvilite anterior de coeziunea impusă de cadrele PCUS, întețite de directori de întreprinderi și de alte personalități cu renume local, de care au profitat agenți ruși alături nomenclatura locală pentru a crea o barieră identitară între vorbitorii de limbi slave și cei de grai românesc.[necesită citare]

În 1990, moldovenii, majoritari în Moldova, au declarat ca limbă oficială limba română. Într-o parte a Transnistriei, mai ales în orașul Tiraspol în care procentul populației moldovenești este mai scăzut, s-a dezvoltat o mișcare separatistă rusă, care la 2 septembrie 1990 a proclamat Republica Moldovenească Nistreană și, cu sprijinul trupelor rusești, a izbutit în urma confruntării armate din 1992 să preia controlul asupra celei mai mari părți a zonei transnistrene a Republicii Moldova, cât și a unei zone din Basarabia în jurul orașului Tighina.
În războiul din 1992 au murit peste 1.000 de persoane, și au fost rănite circa 1.500.
După semnarea unui acord, rușii au decis să lase câteva mii de militari în zonă pentru a menține republica separatistă, astfel că guvernul moldovean nu mai are nici o autoritate asupra regiunii transnistrene, în afară de 6 sate din raionul Dubăsari.
Deși în 1994 a fost semnat un acord cu Moldova ce prevedea retragerea trupelor rusești din Transnistria, acesta nu a fost ratificat de Duma rusă și nu a fost urmat de nicio retragere.
La summitul OSCE de la Istanbul din 1999, Rusia și-a luat angajamentul să-și retragă complet forțele armate de pe teritoriul Transnistriei până la sfârșitul anului 2002 și la eliminarea muniției și distrugerea armamentului netransportabil, obiective care între timp au fost îndeplinite doar parțial și doar în privința armamentului convențional.
La 17 septembrie 2006, autoritățile separatiste transnistrene au organizat un referendum privind soarta viitoare a Transnistriei, care a arătat că o majoritate largă sprijină independența față de Moldova și aderarea la Federația Rusă. Rezultatele acestui referendum nu au fost însă recunoscute de comunitatea internațională.

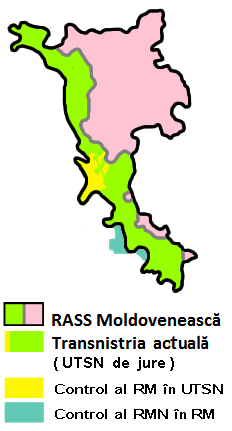
Fosta RASS Moldovenească și Transnistria de azi, cu diferențele între UATSN de jure și RMN de facto

Transnistria din Republica Moldova este privită la nivel internațional și de guvernul Republicii Moldova ca o regiune autonomă a Moldovei (denumită „Unitățile administrativ-teritoriale din stânga Nistrului”: UATSN), dar în fapt și-a declarat independența (sub numele de „Republica Moldovenească Nistreană”), cu capitala în Tiraspol. Acest lucru a provocat declanșarea conflictului din Transnistria. Regiunea are o populație majoritar slavă, vorbitoare de limbă rusă.
Parlamentul de la Chișinău a adoptat pe 22 iulie 2005 „Legea cu privire la prevederile de bază ale statutului juridic al localităților din stânga Nistrului”. Proiectul de lege prevăzut în controversatul „Plan Iușcenko” prevede că Transnistria se va constitui într-o unitate teritorială autonomă (UTA) specială, în componența Republicii Moldova, statut asemănător cu cel al Găgăuziei. Organul reprezentativ al Transnistriei va fi Consiliul Suprem, care va adopta legi și acte normative cu caracter local, precum și „Legea fundamentală a Transnistriei”, care nu trebuie să vină în contradicție cu Constituția Republicii Moldova.
Puterea judecătorească este exercitată de judecătorii și organele de ordine, care sunt componente ale sistemului de instanțe judecătorești și organe de drept ale Moldovei.
Legea prevede că Transnistria are simboluri proprii, care se aplică alături de simbolurile Republicii Moldova. Limbile oficiale în Transnistria sunt limba "moldovenească", ucraineană și rusă. Transnistria are de asemenea dreptul să stabilească și să întrețină, în modul prevăzut de legislația Republicii Moldova, relații externe în domeniile economic, tehnico-științific și umanitar.
Conform legii, după îndeplinirea condițiilor privind demilitarizarea și democratizarea regiunii transnistrene, va fi desfășurat procesul de negocieri pentru elaborarea în comun a unei legi organice cu privire la statutul juridic special al Transnistriei, ce va constitui una din ultimele etape majore în reglementarea juridică a diferendului transnistrian.
La 4 martie 2022, podul care leagă Transnistria de regiunea Odesa a fost aruncat în aer de armata Ucrainei, în ziua în care administrația separatistă de la Tiraspol a cerut din nou independența Transnistriei față de Republica Moldova.

## Caracteristici fizice și geografice
Transnistria este situată în sud-vestul extrem al Câmpiei Europei de Est.
Suprafața Transnistriei este o câmpie deluroasă, disecată de văile râurilor. Înălțimea medie deasupra nivelului mării este de 140 m. Minerale și roci prezente sunt: calcar, gips, argilă, nisip de sticlă, pietriș.
Clima este temperată continentală. Iarna este blândă și scurtă, vara este caldă și lungă. Temperatura medie în ianuarie este de −4 °C, în iulie +21 °C. Minim absolut -18 °C, maxim +50 °C. Precipitațiile medii anuale variază între 380-550 mm.

### Ape

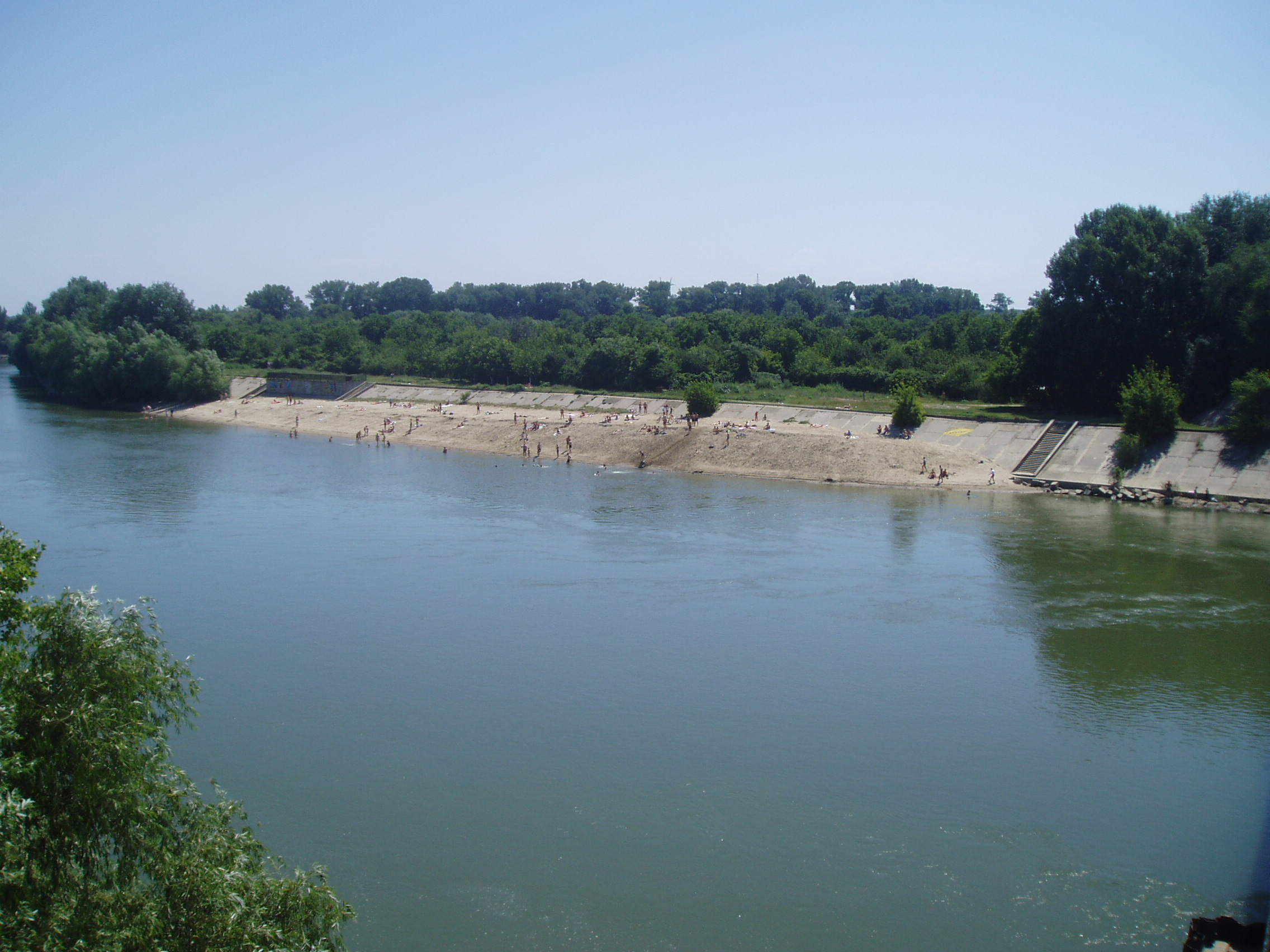
Râul Nistru în Tiraspol

Râul principal al regiunii este Nistru, a cărui lungime în Transnistria este de 425 km. Debitul mediu anual de apă în apropierea orașului Tighina este de aproximativ 310 m³/s.
Râuri mici din regiune: Kamenka (debit mediu anual de apă 0,77 m³/sec.), Belochi (0,55 m³/sec.), Molokish (0,25 m³/sec.), Rîbnița (0,11 m³/sec.), Iagorlâc (0,76 m³/sec.) - toți sunt afluenți ai Nistrului.
Construcția barajului hidroelectric Dubăsari a dus la formarea unui rezervor, care a fost pus în funcțiune în 1954. Este situat pe tronsonul Nistrului dintre orașele Kamenka și Dubăsari. Cu un orizont de reținere normal, lungimea sa este de aproximativ 128 km, lățimea medie este de 528 m, suprafața apei este de 67,5 km². Volumul total al lacului de acumulare în ultimii ani a scăzut din cauza colmatării sale de la 485,5 la 266 milioane m³.
Apele lacului de acumulare Cuciurgan, un lac de acumulare care se învecinează cu Ucraina, sunt utilizate de către GRES Moldova pentru nevoi tehnologice. În prezent, lungimea sa atinge 20 km, lățimea la baraj este de 3 km, suprafața apei este de 27,2 km², iar volumul este de 88 milioane m³.
Pe teritoriul regiunii au fost explorate 12 zăcăminte de ape minerale subterane cu un debit de până la 22 mii m³ pe zi.

## Demografie

### Statistici vitale
Principalii indicatori demografici pentru anul 2013:
- Natalitatea: ▼4.825 (9.5,la 1000 locuitori)
- Mortalitatea: ▼6.867 (13,5 la 1000 locuitori)
- Spor natural: -2.042

### Recensământul din 1989
Populația regiunii la recensământul sovietic din 1989 era de 546.000 de locuitori (fără orașul Tighina și celelalte localități basarabene controlate de separatiștii transnistreni). Ca urmare a situației economice și politice din zonă, recensământul din 2004 făcut de autoritățile separatiste din Tiraspol a arătat o scădere a populației cu aproximativ 150.000 de persoane (pe întreg teritoriul separatist, inclusiv zona Tighinei).
Structura etnică a Transnistriei
     Moldoveni [români] (32,04%)
     Ruși (30,37%)
     Ucraineni (28,82%)
     Bulgari (2,5%)
     Găgăuzi (0,74%)
     Belaruși (0,69%)
     Germani (0,37%)
     Polonezi (0,32%)
     Celelalte etnii (4,15%)

### Recensământul din 2004

#### Structura etnică
Populația regiunii la recensământul neoficial din 2004 era de 555.347 locuitori (incluzând municipiul Tighina):
| Grup etnic                           | Populație   | % din total* |
| ------------------------------------ | ----------- | ------------ |
| declarați Moldoveni declarați Români | 177.635 253 | 31,99% 0,05% |
| Ruși                                 | 168.678     | 30,37%       |
| Ucraineni                            | 160.069     | 28,82%       |
| Bulgari                              | 13.858      | 2,5%         |
| Găgăuzi                              | 4.096       | 0,74%        |
| Belaruși                             | 3.811       | 0,69%        |
| Germani                              | 2.071       | 0,37%        |
| Polonezi                             | 1.791       | 0,32%        |
| Evrei                                | 1.259       | 0,23%        |
| Țigani                               | 507         | 0,09%        |
| Alții/nedecl.                        | 21.752      | 3,91%        |

## Organizare teritorial-administrativă

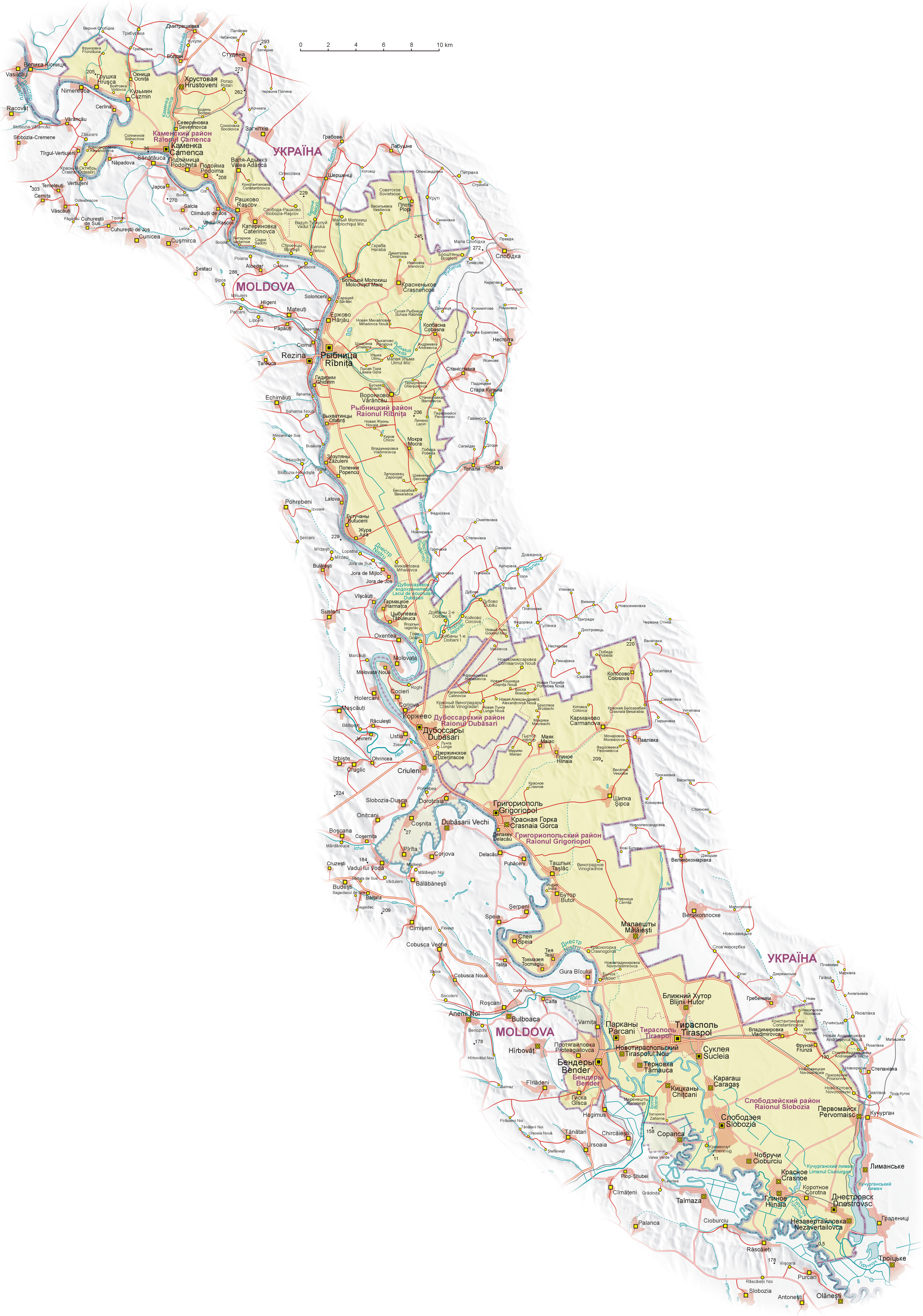
Harta administrativă a Transnistriei.

Din punct de vedere administrativ, Transnistria este împărțită în 5 raioane:
- Camenca (Каменка sau Kamenka),
- Dubăsari (Дубоссарь sau Dubossar'),
- Grigoriopol (Григориополь sau Grigoriopol'),
- Rîbnița (Рыбница sau Rîbnița),
- Slobozia (Слободзея sau Slobodzeia).

și un municipiu:
- Tiraspol (Тирасполь sau Tiraspol')

De asemenea are 69 comune și 68 sate.
Teritoriile Unității administrativ-teritoriale din stânga Nistrului de jure și „Republicii Moldovenești Nistrene” de facto nu corespund integral, deoarece șase comune la est de Nistru (Cocieri, Molovata Nouă, Corjova, Coșnița, Pîrîta și Doroțcaia) au preferat să fie controlate de guvernul legal de la Chișinău, în timp ce autoritățile separatiste de la Tiraspol controlează municipiul Tighina (Bender) (cu satul Proteagailovca inclus) și comunele Gîsca și Chițcani, situate la vest de Nistru; raionul Dubăsari este astfel împărțit în două unități, una legalistă, cealaltă separatistă.

## Economie
Exporturile regiunii sunt practic dominate de 3 ramuri industriale: metale și articolele din metale, produsele energetice și produsele industriei ușoare, care împreună dețin circa 80% din totalul exporturilor.
La rândul lor, acestea sunt produse de numai câteva întreprinderi mari. Astfel, industria de metale și articole din metale este reprezentată în mare parte de Uzina Metalurgică Moldovenească din Rîbnița, care asigura circa o treime din totalul încasărilor din exporturi ale regiunii.
Industria energetică este reprezentată preponderent de Centrala Termoelectrică Cuciurgan, iar industria ușoară, de un număr mic de întreprinderi specializate în producerea articolelor de îmbrăcăminte, încălțăminte și alte articole textile.
Principalul partener în derularea exporturilor spre UE este România, care absoarbe circa jumătate din exporturile regiunii orientate spre UE. Alți parteneri comerciali comunitari importanți sunt Italia și Germania. Astfel, circa 87% din exporturile regiunii spre UE sunt orientate anume spre cele trei piețe menționate.

## Învățământ
Instituțiile de învățământ superior din Transnistria sunt:
- Universitatea de Stat din Transnistria;
- Filiala din Tighina a Universității de Stat din Transnistria;
- Filiala din Râbnița a Universității de Stat din Transnistria;
- Filiala din Tiraspol a Academiei de economie și drept din Moscova;
- Institutul de Drept „M. Kutuzov” din Tiraspol;
- Colegiul superior de Muzică „A.G. Rubinștein”;
- Institutul militar al Apărării „T.G. Șevcenko”.

## Galerie de imagini

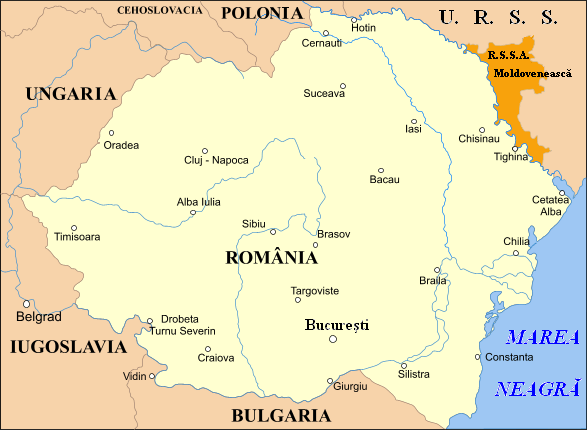
RASS Moldovenească (colorată în auriu) (1924–39), republică sovietică autonomă din componența RSS Ucrainene, denumită în anumite situații Transnistria.
Între 19 august 1941 și 29 ianuarie 1944, România a avut sub administrație temporară regiunea de la Nistru (Vest) până la Bug (Est) și de la râul  Niomjîi (Nord) până la Marea Neagră (Sud), care a purtat de asemenea numele de Transnistria.
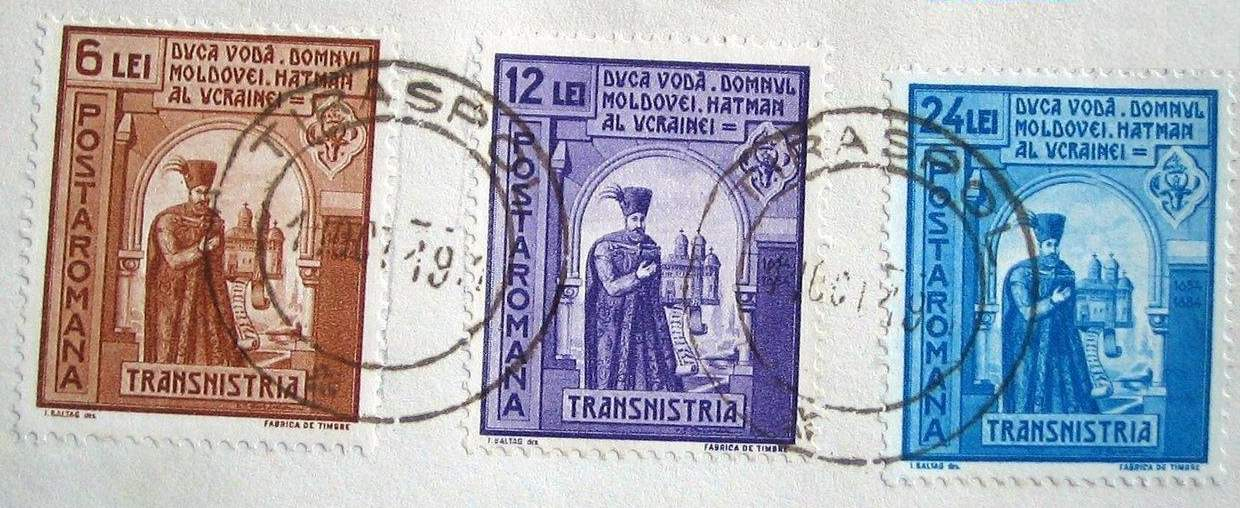
Mărci poștale românești de la sfârșitul anului 1941 dedicate Transnistriei și care au circulat acolo în anii 1941-1944.
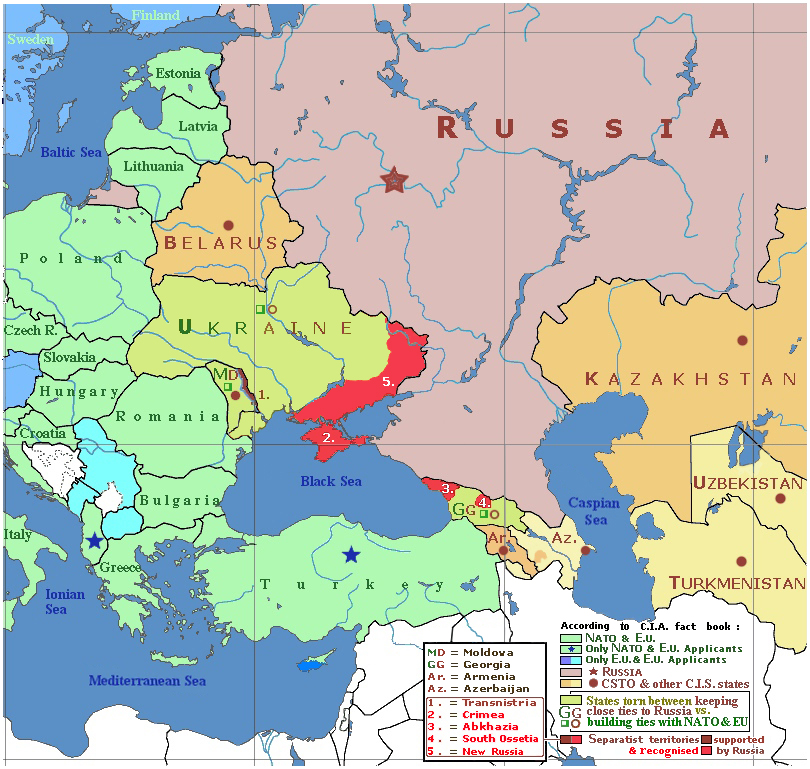
Transnistria în schema geopolitică regională între Rusia, CSI, pro-rușii ucraineni și moldoveniștii pe de-o parte, iar pe de altă parte Ucrainenii pro-europeni, Româniștii din R. Moldova, Uniunea Europeană și NATO.
Steagul regiunii separatiste